# Île corallienne

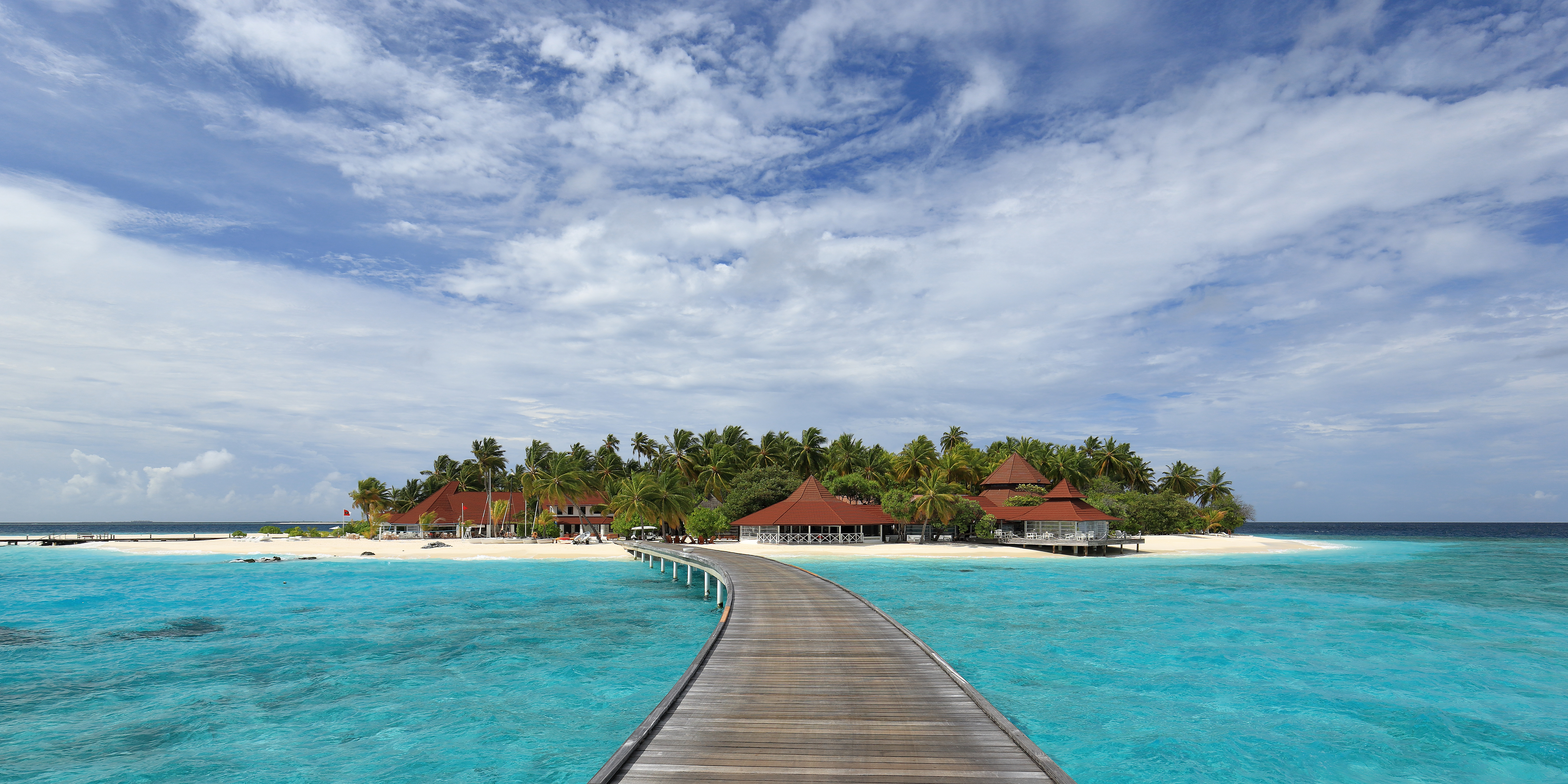
Une île corallienne aux Maldives

Une île corallienne est un type d'île formée de débris coralliens et de matières organiques associées. Cela se produit dans les zones tropicales et subtropicales, généralement dans le cadre d'un récif corallien qui s'est développé couvrant une zone beaucoup plus vaste sous la mer.

## Écosystème

Système récifal sain

Les récifs coralliens font partie des écosystèmes les plus anciens de la planète, formant au cours du temps géologique des récifs de calcaire massifs. L'environnement récifal abrite plus d'espèces végétales et animales que tout autre habitat,. Les récifs coralliens sont vitaux pour la vie par de multiples aspects, dont certains incluent la structure, l'écologie et les cycles des nutriments qui soutiennent tous la biodiversité dans les récifs.
Les récifs coralliens construisent des squelettes calcaires qui servent de refuge à des animaux tels que des poissons se cachant à l'intérieur des recoins du récif ou des balanes se fixant directement à la structure du corail. La structure aide également les plantes qui ont besoin du soleil pour la photosynthèse en les élevant vers la surface de l'océan où la lumière du soleil peut pénétrer dans l'eau. La structure créent également des zones calmes dans l'océan, offrant un lieu de prospérité aux espèces de poissons et de plantes.
Au fil du temps géologique, un récif peut atteindre la surface et devenir une île corallienne, où se constitue un tout nouvel écosystème pour les créatures terrestres.

## Formation

Volcan avec récif frangeant puis récif-barrière, et enfin formation d'un atoll corallien

Une île corallienne commence comme une île volcanique au-dessus d'un point chaud . Lorsque le volcan émerge de la mer, un récif frangeant se développe à la périphérie du volcan. Le volcan finit par se déplacer hors du point chaud grâce à un processus connu sous le nom de tectonique des plaques . Une fois que cela se produit, le volcan ne peut plus suivre l' érosion des vagues et subit un affaissement .
Une fois l'île submergée, le corail doit continuer à grossir pour rester dans la zone épipélagique . Cela fait que le corail se transforme en un atoll avec un lagon peu profond au milieu. Le lagon peut alors subir une accrétion et créer une île entièrement constituée de matériaux carbonatés. Le processus est ensuite amélioré par les restes de la vie végétale qui pousse sur l'île.

## Distribution
La plupart des îles coralliennes se trouvent dans l'océan Pacifique. Les territoires américains des îles Jarvis, Baker et Howland sont des exemples d'îles coralliennes. Le territoire de l'union des îles Lakshadweep en Inde est un groupe de 39 îles coralliennes, ainsi que quelques îlots et bancs mineurs. Certaines des îles appartenant à Kiribati sont considérées comme des îles coralliennes. Les Maldives sont constituées d'îles coralliennes. L'île Saint-Martin est une île corallienne de 8 km2 de superficie située au Bangladesh. Des îles coralliennes sont situées près de Pattaya et de Ko Samui, en Thaïlande.

## Écologie

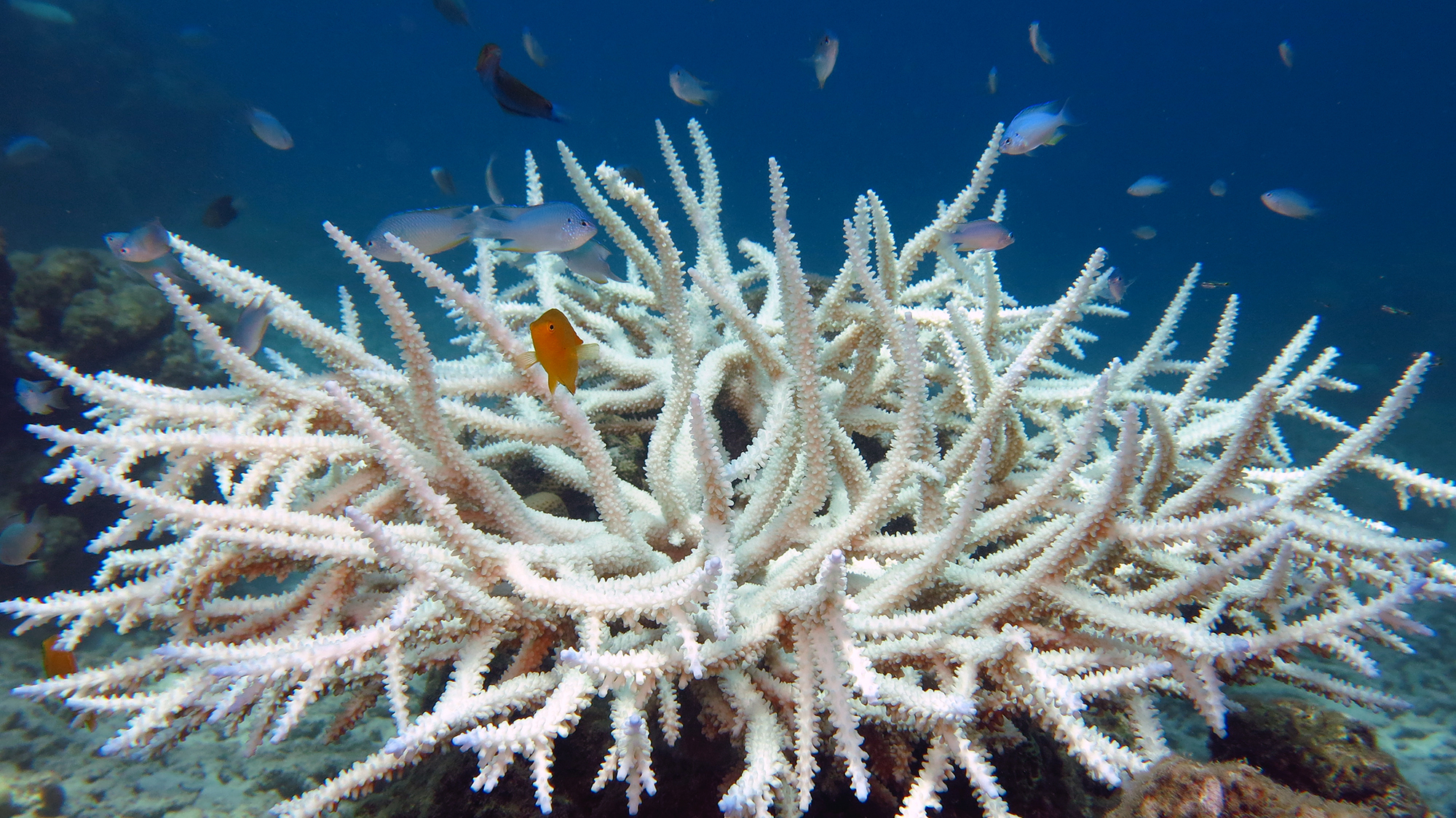
Corail blanchi en raison de la hausse de la température de la mer, de l'augmentation de l'acidité ou de la pollution.

Le corail est important pour la biodiversité et la croissance des populations de poissons. Il est donc important de maintenir ces récifs coralliens. De nombreuses îles coralliennes sont petites et à faible altitude. Elles sont menacés par les tempêtes et l'élévation du niveau de la mer . En initiant des changements chimiques et physiques, les humains peuvent causer des dommages importants aux systèmes récifaux et ralentir la création de chaînes d'îles coralliennes.
Les récifs coralliens sont menacés par de nombreux impacts anthropiques, dont certains ont déjà des effets majeurs dans le monde entier. Les récifs poussent dans des eaux peu profondes, chaudes et pauvres en nutriments où ils ne sont pas supplantés par le phytoplancton . L'apport d'engrais dans l'eau de ruissellement, peut faire croître considérablement les populations de phytoplancton et étouffer les systèmes de récifs coralliens. L'ajout de trop de sédiments peut causer un problème similaire en bloquant le soleil, affamant les zooxanthelles qui vivent sur le corail, ce qui lui fait subir un processus connu sous le nom de blanchissement du corail .
L'acidité de l'océan est également un facteur. Le corail est fait de carbonate de calcium et est dissous par l'acide carbonique. Avec l'augmentation du dioxyde de carbone dans l'atmosphère, provenant des réactions de combustion, les précipitations mélange le dioxyde à l'eau et forme de l'acide carbonique, augmentant l'acidité de l'océan qui ralentit la croissance des coraux.